# 西宮後駅
西宮後駅（にしみやうしろえき）は、かつて中島郡今伊勢町宮後（現在の一宮市今伊勢町）に存在した、名古屋鉄道尾西線の駅。

## 歴史
- 1924年（大正13年）10月1日 - 尾西鉄道により、西一宮駅・開明駅間に、宮後駅として開業。
- 1925年（大正14年）8月1日 - 買収により名古屋鉄道尾西線の駅となる。
- 1926年（大正15年）1月20日 - 西宮後駅に改称[2]
- 1944年（昭和19年） - 休止。
- 1969年（昭和44年）4月5日 - 廃駅。

## その他
- 駅跡は尾西線名鉄一宮 - 開明の高架により、痕跡は無くなっている。凡その位置は、i-バス一宮コースの西宮後バス停付近である。
- 名古屋鉄道尾西線の駅となったさい、名古屋鉄道には既に犬山線 に宮後駅が存在していた。このため、約半年の間は同じ名の駅が2ヶ所存在したことになる。

## 隣の駅
所属路線、隣の駅は営業時代のもの。
名古屋鉄道
尾西線
西一宮駅 - 西宮後駅 - 開明駅